# György Rakovszky
György Rakovszky, madžarski generalpodpolkovnik * 1892, † 1962.